# الوادی، الجزایر
الوادی (به عربی: الوادی) شهری در استان الوادی واقع در کشور الجزایر است که در سال ۱۹۹۸ میلادی ۱۰۴٫۸۰۱ نفر جمعیت داشته و جمعیت آن در سال ۲۰۰۵ میلادی به ۱۳۳٫۹۳۳ نفر رسیده‌است.